# Île Tourte Blanche
Île Tourte Blanche är en ö i Kanada.   Den ligger i provinsen Québec, i den sydöstra delen av landet, 170 km öster om huvudstaden Ottawa.  Ön är en del av nationalparken Îles-de-Boucherville och ligger i Saint Lawrencefloden nära Montréal.
Runt Île Tourte Blanche är det i huvudsak tätbebyggt. Runt Île Tourte Blanche är det mycket tätbefolkat, med 1 463 invånare per kvadratkilometer.